# Ilyogynnis
Ilyogynnis is een geslacht van kreeftachtigen uit de klasse van de Malacostraca (hogere kreeftachtigen).

## Soort
- Ilyogynnis microcheirum (Tweedie, 1937)